# Robert Walterskirchen
Robert Wilhelm von Walterskirchen (20. února 1839 Prešpurk – 12. června 1920 Klagenfurt) byl rakouský politik německé národnosti ze Štýrska, v 2. polovině 19. století poslanec Říšské rady.

## Biografie
Pocházel ze šlechtického rodu von Walterskirchen. Narodil se roku 1839 jako první ze tří dětí svých rodičů. V letech 1856–1858 sloužil u armády u dragounů. V roce 1866 se účastnil tažení v Čechách během prusko-rakouské války.
Zasedal jako poslanec Říšské rady (celostátního parlamentu Předlitavska), kam usedl v prvních přímých volbách roku 1873 za kurii městskou ve Štýrsku, obvod Judenburg, Neumarkt, Murau atd. Mandát obhájil ve volbách roku 1879. Slib složil 14. října 1879, rezignoval dopisem 20. března 1882. 6. května 1882 po znovuzvolení opětovně složil slib a 5. prosince 1882 následovala nová rezignace. V roce 1873 se uvádí jako baron Robert von Walterskirchen, statkář, bytem Kapfenberg. V roce 1873 zastupoval v parlamentu provládní blok Ústavní strany (centralisticky a provídeňsky orientované), v jehož rámci patřil k mladoliberální (mladoněmecké) skupině. V roce 1878 zasedal v poslaneckém Klubu pokroku. Kvůli vnitrostranickým neshodám se pokusil o založení nové politické strany, ale nezískal větší podporu. Následně se stáhl z politického života. Počátkem 80. let se podílel na zakládání Německé nacionální strany, která měla mít přátelské vazby na liberální politické strany neněmeckých národností v Rakousku.
V květnu 1882 koupil statek v Krumpendorfu am Wörthersee. Provedl zde značné stavební a sadařské úpravy a roku 1895 zřídil park. Angažoval se v dobročinných aktivitách. Zemřel v červnu 1920 v sanatoriu v Klagenfurtu. Pohřben byl v Pirku.